# John Fiske (skådespelare)
John Robert Fiske född 12 november 1949, är en brittisk skådespelare bosatt i Uppsala, Sverige. Fiske utgör tillsammans med Paul Kessel humorparet Kesselofski och Fiske. Han har ett förflutet i den brittiska gruppen Belt & Braces Roadshow Band.

## Filmografi (urval)
- 2003 - The Human Press
- 1995 - Vampire Vixens from Venus
- 1991 - Den ofrivillige golfaren